# Vincenzo Carafa
Vincenzo Carafa (ur. 5 maja 1585 w Andrii, zm. 6 czerwca 1649 w Rzymie) – włoski pisarz, generał jezuitów
Pochodził z rodu hrabiów Montorio, a także był krewnym papieża Pawła IV. Wstąpił do Towarzystwa Jezusowego w dniu 4 października 1604. Uczył filozofii, był prowincjałem neapolitańskim. Autor kilku dzieł ascetycznych, między innymi Snopka mirry przetłumaczonego na wiele języków. 7 stycznia 1646 został przełożonym generalnym. Za jego rządów zaczęły się zmagania z jansenizmem. Zmarł 6 czerwca 1649. Trwa jego proces beatyfikacyjny.